# Гадюча цибулька китицецвіта

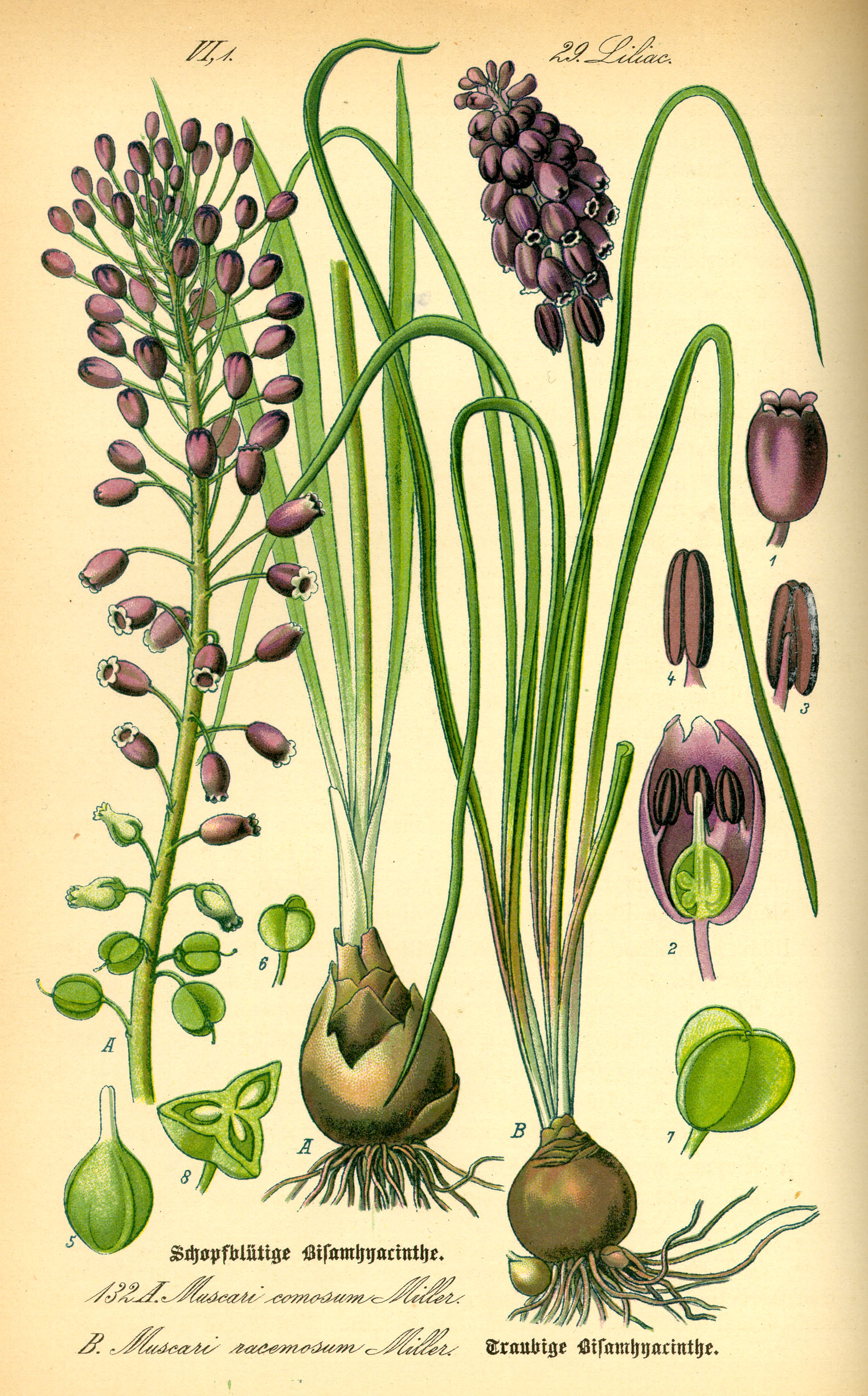

Гадюча цибулька китицецвіта, або гадюча цибулька занедбана (Muscari neglectum) — вид трав'янистих рослин родини холодкові (Asparagaceae), поширений у південній частині Європи, західній і центральній Азії, Північній Африці.

## Опис
Багаторічна рослина 10–30 см заввишки. Листки дугоподібно вигнуті, вузьколінійні, зверху вузько жолобчаті, 2–4 мм шириною. Оцвітина плодущих квітів довгасто-яйцеподібна, 3(4)–5(6) мм довжиною, темно-синя або синьо-фіолетова, з сизої поволокою. Цибулина 1–1.25 см діаметром. Листки 5–35 × 0.2–0.7 см. Коробочка 7–9 × 8–10 мм, від широко яйцеподібної до кулястої.

## Поширення
Європа: більша частина території, крім півночі; Північна Африка: Алжир, Марокко, Туніс, Лівія, Єгипет; Азія: Туреччина, Кіпр, Ліван, Сирія, Вірменія, Азербайджан, Грузія, Туркменістан, Афганістан, Іран, Ірак, Ізраїль, Йорданія, Пакистан; інтродукований: США.
В Україні зростає в степах, на трав'янистих схилах, у чагарниках — у Закарпатті, Лісостепу, Степу та Криму. Декоративна. Входить у переліки видів, які перебувають під загрозою зникнення на територіях Вінницької, Донецької, Запорізької, Київської, Луганської, Одеської, Сумської, Харківської, Херсонської областей.